# Скалярія
Скаля́рія (Pterophyllum scalare) — вид популярних прісноводних акваріумних рибок із родини цихлід, один із найбільш поширених видів роду Pterophyllum.
Поширений у басейні Амазонки в Перу, Колумбії і Бразилії, а саме у річках Укаялі, Солімойнс і самій Амазонці, а також у річках Апами в Бразилії, Ояпок у Французькій Гвіані і в Ессекібо в Гвіані. Тримається на ділянках із замуленням і заростями водної рослинності. Віддає перевагу водам із pH від 6,0 до 8,0, твердістю 5-13 dH, температурою 24-30 °C.
В оригіналі описаний як Zeus scalaris у 1823 році, але потім був переописаний під ішими назвами, зокрема Platax scalaris, Plataxoides dumerilii, Pterophillum eimekei, Pterophyllum dumerilii в Pterophyllum eimekei.